# Benjamin Christensen
Benjamin Christensen, noto anche con il nome di Benjmain Christie o Richard Bee (Viborg, 28 settembre 1879 – Copenaghen, 2 aprile 1959), è stato un regista, attore e cantante danese, uno dei maggiori cineasti del suo Paese.

## Biografia
Figlio di un negoziante di tessuti, studiò medicina all'Università di Copenaghen, ma nel 1901 preferì dedicarsi allo studio del canto lirico. A causa di un problema di salute con la voce, decise di lavorare come attore e regista al teatro di prosa, tra il 1904 e il 1907, avvicinandosi al mondo del cinema.
Il suo esordio, come attore protagonista, risalì all'anno 1912 nel film Skalbenbelltet ("La cintura del destino"), nel quale operò anche come soggettista.
Dopo il film Haevnens Nat ("Notte di vendetta") del 1915, prima pellicola scritta, diretta e recitata, Christensen si trasferì, nel 1922 in Svezia per girare Häxan ("La stregoneria attraverso i secoli"), che divenne non solo il suo maggiore successo come regista, ma anche un'opera basilare nell'ambito del cinema fantastico, in grado di influenzare il cinema espressionista germanico e Carl Theodor Dreyer, soprattutto per la sua focalizzazione storica sull'occultismo dal Medioevo al Novecento.
Negli anni seguenti si trasferì dapprima in Germania, per girare la pellicola Ufa del 1924 e poi in America, ad Hollywood, dove diresse il The Devil's Circus ("Il circo del diavolo") nel 1926 e una trilogia di commedie del mistero: The Haunted House ("La casa degli spettri") del 1928, The House of Horror ("La casa degli orrori") del 1929 e Seven Footprints of Satana ("Sette passi verso Satana") sempre nello stesso anno.
Una volta rientrato nel suo paese, dopo una lunga attesa di dieci anni, ricominciò la sua attività cambiando però genere cinematografico.
Le sue nuove pellicole infatti si inserirono nel filone psicologico-sociale; tra queste si mise in evidenza Skilsmissens born ("I figli del divorzio") del 1939.
Come attore si mise in luce e raggiunse la popolarità con il suo ultimo film recitato, intitolato Desiderio del cuore del 1924, di Carl Theodor Dreyer

## Filmografia

### Regista
- Det hemmelighedsfulde X (1914)
- Hævnens nat (1916)
- La stregoneria attraverso i secoli (Häxan) (1922)
- Seine Frau, die Unbekannte (1923)
- Die Frau mit dem schlechten Ruf (1925)
- The Devil's Circus (1926)
- Mockery (1927)
- The Hawk's Nest (1928)
- The Haunted House (1928)
- Sette passi verso Satana (Seven Footprints to Satan) (1929)
- House of Horror (1929)
- L'isola misteriosa (The Mysterious Island) (1929)
- I figli del divorzio (Skilsmissens børn) (1939)
- Barnet (1940)
- Gå med mig hjem (1941)
- Damen med de lyse Handsker (1942)

### Sceneggiatore
- Seine Frau, die Unbekannte, regia di Benjamin Christensen (1923)

### Attore
- Desiderio del cuore (Mikaël) di Carl Theodor Dreyer  (1924)